# Hemideina ricta
Hemideina ricta är en insektsart som beskrevs av Frederick Wollaston Hutton 1896. Hemideina ricta ingår i släktet Hemideina och familjen Anostostomatidae. Inga underarter finns listade i Catalogue of Life.